# 恐懼大街1：1994
是一部2021年的美國超自然砍殺電影，由雷·賈尼亞克（Leigh Janiak）執導，劇本由菲爾·卡茲迪（Phil Kaziadei）和賈尼亞克（Janiak）共同撰寫，取材自凱爾·基倫，格拉濟阿迪（Graziadei）和尼亞克（Janiak）共同創作的原始故事。根據R·L·斯坦的同名書籍系列《恐怖大街》，這部電影定於2021年7月2日作為《恐懼街三部曲》的第一部發行，為Netflix獨家電影。

## 製作
2015年10月9日，據TheWrap的報導，由20世紀福斯（在被迪士尼收購前被稱為20世紀福斯）和切爾寧娛樂公司合作開發了一部名為《恐懼大街》的系列電影。2017年2月13日，凱爾·基倫將為電影寫劇本。萊·賈妮亞克（Leigh Janiak）將執導電影，賈妮亞克（Janiak）和她的搭檔菲爾·格拉齊阿迪（Phil Graziadei）將改寫劇本。這部電影將是在不同時段拍攝的電影，是三部曲中的第一部。據好萊塢記者的報導，該計劃是對三部曲進行連續拍攝，並且相隔一個月才發行電影。
2019年2月，琪亞娜·瑪黛拉和奧利維亞·韋爾奇（Olivia Welch）將出演該片，為同性戀女同性戀的兩位青少年「在他們的小鎮陰暗小鎮（Shadyside）受到瘋狂恐怖襲擊，他們成為目標時，試圖駕馭他們艱難的戀愛關係」。這兩個角色來自不同時期，一個來自1990年代中期，另一個來自1600年代。在2019年3月，小本傑明·弗洛雷斯，阿什莉·祖克曼，弗雷德·赫金格，茱莉亞·雷瓦爾德（Julia Rehwald）和傑里米·福特（Jeremy Ford）參演。 5月，達雷爾·布里特·吉布森宣佈參演此電影。瑪雅·霍克，喬丹娜·斯皮羅和喬丹·迪納塔萊（Jordyn DiNatale）也是演員陣容的一部分。

### 拍攝
2019年3月，在佐治亞州的亞特蘭大和東點開始拍攝。於喬治亞州的北迪卡爾布購物中心的一些空置店面經過翻新後，進行拍攝。Casual Corner，Software Etc.，B.Dalton書店，Musicland和Gadzooks被重新裝潢後進行拍攝。也在2019年8月在拉特利奇的Hard Labor Creek國家公園進行拍攝。拍攝於2019年9月結束。

## 發行
這部電影原定於2020年6月發行，但由於COVID-19大流行而被推遲了。2020年4月，切爾寧娛樂終止了與20世紀福斯的發行協議，並與Netflix達成了協議。
到2020年8月，Netflix憑藉2021年中期的所有三部電影的發行日期策略，獲得了《恐懼街三部曲》的發行權。

## 續集
計劃在接下來的幾週從《恐懼大街1:1994》開始於7月9日和16日發行兩部續集，分別是《恐懼大街2：1978》和《恐怖大街3：1666》。

## 迴響
該片在爛番茄網站在66則評論中獲得了86%的新鮮度；在Metacritic上則獲得了67分。

## 外部連結
- 互联网电影数据库（IMDb）上《恐懼大街1：1994》的资料（英文）